# Біллі Джо Армстронг
 Біллі Джо Армстронг (англ. Billie Joe Armstrong; нар. 17 лютого 1972 року в Родео, Каліфорнія) — вокаліст, головний поет і гітарист панк-рок тріо Green Day. Також він є гітаристом і вокалістом панк-рок гурту Pinhead Gunpowder і співає в гурті Foxboro Hot Tubs. Він був вокалістом нью-вейв гурту The Network.

## Раннє життя
Біллі Джо народився й виріс у Родео, Каліфорнія, місті, що знаходиться за 40 км від Оукленда. Він був наймолодшим з 6 дітей. Його батько, Енді Армстронг, був джаз-барабанщиком і водієм вантажівки в компанії Safeway. Він помер від раку 10 вересня 1982 року, коли Біллі Джо було 10 років. Пісня Wake Me Up When September Ends присвячена його батькові. Біллі має 5 братів і сестер: Девіда, Алана, Марсі, Холлі та Анну Армстронгів. Його мати Оллі працювала в Rod's Hickory Pit. Перший виступ Біллі Джо Армстронга та Майка Дернта відбувся в Rod's Hickory Pit.
Біллі Джо зацікавився музикою з раннього дитинства. Він навчався в початковій школі Oakland's Hillcrest, де вчитель заохотив його записати пісню під назвою Look For Love, коли Біллі було 5, пісню записано під лейблом Fiat Records. Після смерті батька мати одружилася з чоловіком, якого діти зневажали, що примусило Біллі Джо заглибитися в музику. Армстронг присвятив йому пісню Why Do You Want Him. Коли Біллі було 12, він навчався в середній школі Carquinez у Крокеті, Каліфорнія, там він зустрів Майка Дернта, і вони подружилися через їх любов до музики. У підлітковому віці Армстронг слухав метал, але став слухати панк, почувши пісню Holidays in the Sun гурту Sex Pistols. Армстронг також стверджує, що на нього особливо вплинули The Replacements і Hüsker Dü, гурти з Мінеаполісу. Біллі Джо навчався у вищій школі John Swett, також у Крокетті, а потім у Pinole Valley, в Пінолі, Каліфорнія. Він кинув школу 16 лютого 1990 року, за день до 18-го дня народження, щоб зосередитися на музичній кар'єрі.

## Кар'єра
У 1987 році Армстронг сформував гурт під назвою Sweet Children з другом дитинства Майком Дернтом, коли їм було по 15. На початку Дернт і Армстронг грали на гітарах, один хлопець грав на ударних, а інший хлопець на ім'я Шон Х'юс — на бас-гітарі. Після кількох концертів і демо-запису (потім включеного до альбому Green Day під назвою Kerplunk!) Армстронг і Дернт вирішили об'єднатися з ударником Джоном Кіфмеєром (Елом Собранте) у 1988 році. В той же час Дернт став грати на бас-гітарі, і в гурті стало 3 учасника. Армстронг займався на електричній гітарі у Джорджа Коула 10 років. Коул також навчав Дернта і Х'юса. Коул узяв Армстронга і гурт до RDR studios у Сан-Франциско, щоб записати їх перше демо. Запис ніколи не був випущений. Гурт змінив назву на Green Day у квітні 1989 року, можливо, через їхню пристрасть до маріхуани. Того ж року вони записали EP 39/Smooth, 1,000 Hours і Slappy, пізніше об'єднані в альбом 1,039/Smoothed Out Slappy Hours під лейблом Lookout! Records. Тре Кул замінив Ела Собранте в кінці 1990 року, коли Ел покинув Green Day, щоб піти до коледжу. Вокаліст каліфорнійського панк-гурту Rancid Тім Армстронг запросив Біллі Джо до гурту, але він відмовився через прогрес Green Day. Тре Кул дебютував у другому альбомі Green Day Kerplunk!. Завдяки наступному альбому Dookie (1994) гурт став популярним і залишався одним з найпопулярніших рок-гуртів 90-х і 2000-х років, вони продали понад 60 мільйонів платівок у всьому світі.

## Активізм
У березні 2025 виступаючи у Мельбурні розкритикував Ілона Маска , Дональда Трампа , Джей Ді Венса і згадав війну у України. «Чи не хотіли щоб Ілон Маск стулив свою пельку?», «Чи хотів щоб Трамп стулив свою пельку» та змінив деякі рядки пісні: «Чи я відсталий чи про Джей Ді Венс?» «Ми діти війні і миру від України до середнього Заходу»— на що фани відреагували на це з оплесками.

## Особисте життя
Армстронг назвав себе бісексуалом в інтерв'ю журналу The Advocate 1995 року: «Я думаю, що завжди був бісексуалом. Я маю на увазі, що це те, що мене завжди цікавило. Я думаю, що люди народжуються бісексуалами, і просто наші батьки та суспільство ніби наводять нас на думку: „О, я не можу“. Вони кажуть, що це табу. У наших головах закріпилося, що це погано, хоча це зовсім не погано. Це дуже прекрасна річ».

## Дискографія

### Соло релізи
- Look For Love (Синглі) (1977)

### Green Day
- 39/Smooth (1990) — вокал, гітара
- Kerplunk! (1991) — вокал, гітара, ударні у «Dominated Love Slave»[9]
- Dookie (1994) — вокал, гітара, перкусія у «All by Myself» (прихований трек)
- Insomniac (1995) — вокал, гітара
- Nimrod (1997) — вокал, гітара, гармоніка[10]
- Warning (2000) — вокал, мандоліна, гітара, гармоніка[11]
- American Idiot (2004) — вокал, гітара
- 21st Century Breakdown (2009) — вокал, гітара, піаніно
- American Idiot: The Original Broadway Cast Recording (2010) — вокал, гітара, піаніно
- ¡Uno! (2012) — вокал, гітара
- ¡Dos! (2012) — вокал, гітара
- ¡Tré! (2012) — вокал, гітара, піаніно
- Revolution Radio (2016) — вокал, гітара
- Father of All (2020) — вокал, гітара

### Pinhead Gunpowder
Вокал та гітара у всіх
- Jump Salty (1994)
- Carry the Banner (1995)
- Goodbye Ellston Avenue (1997)
- Shoot the Moon (EP) (1999)
- Compulsive Disclosure (2003)
- West Side Highway (EP) (2008)

### The Network
- Money Money 2020 (2003) — гітара, вокал

### Foxboro Hot Tubs
- Stop Drop and Roll!!! (2008) — вокал[12]
- ¡Dos! (2012) — вокал, гітара

### Разом з Norah Jones
- Foreverly (2013) — вокал, гітара

### SWMRS
- This Kid. (Demo) (2008) — продюсер
- Goody Two Shoes (EP) (2009) — продюсер
- Broadcast This (EP) (2010) — продюсер
- Regan MacNeil (EP) (2010) — продюсер
- Don't Be a Dick (2011) — продюсер
- Lost at Seventeen (2013) — продюсер
- Swim (EP) (2014) — продюсер

### The Boo
- The Boo (EP) (2011) — бас-гітара

### Matt Grocott & The Shrives
- Turn Me On (EP) (2015) — бас-гітара